# Belá (Žilina)
Belá (bis 1927 slowakisch „Belá pri Varíne“; ungarisch Bella) ist ein Ort und eine Gemeinde im Okres Žilina des Žilinský kraj im Norden der Slowakei. Die Zahl der Einwohner betrug am 31. Dezember 2009 3011 Personen.

## Geographie

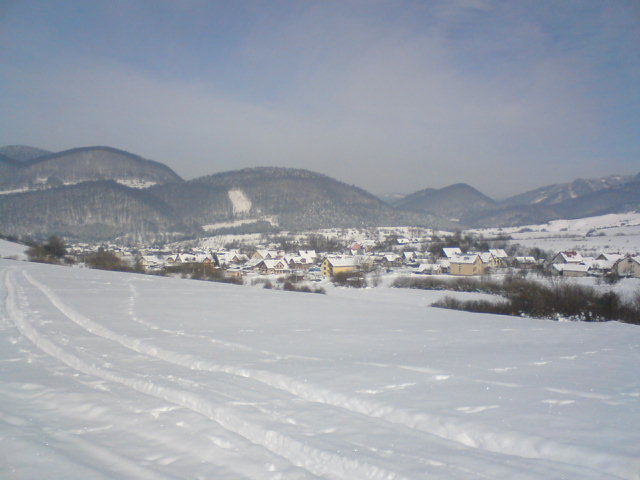
Der Ort im Winter

Die Gemeinde liegt am östlichen Ende der Žilinská kotlina („Silleiner Kessel“) zwischen der Kleinen Fatra im Süden und der Kysucká vrchovina im Norden, beim Zusammenfluss der Bäche Beliansky potok und Varínka, wovon der letztgenannte ein paar Kilometer westlich in die Waag mündet. Das Ortszentrum, das auf der Höhe von 453 m n.m. liegt, ist 18 Kilometer von Žilina entfernt und der Ort befindet sich auf der Landesstraße 583.
Zur Gemeinde gehört auch der Ortsteil Kubíková, der auf dem Weg nach Stará Bystrica liegt.

## Geschichte
Der Ort wird zum ersten Mal 1378 als Bela schriftlich erwähnt.

## Bevölkerung
| Jahr                | 1994 | 2004    | 2014    | 2024    |
| ------------------- | ---- | ------- | ------- | ------- |
| Anzahl der Personen | 3060 | 3346    | 3377    | 3266    |
| Unterschied         |      | +9,34 % | +0,92 % | −3,28 % |

| Jahr                | 2023 | 2024    |
| ------------------- | ---- | ------- |
| Anzahl der Personen | 3292 | 3266    |
| Unterschied         |      | −0,78 % |